# Julie Dibens
Julie Dibens née Julie Claire Ricketts le 4 mars 1975 à Salisbury en Angleterre est une triathlète professionnelle, championne du monde d'Ironman 70.3 en 2009 et triple championne du monde de Xterra (Cross triathlon) de 2007 à 2009. Elle représente la Grande-Bretagne aux Jeux olympiques d'été de 2004.

## Biographie

### Jeunesse
Julie Claire Ricketts est née le 4 mars 1975 à Salisbury en Angleterre, elle a un frère aîné et ensemble, ils participent dès le plus jeune âge à de nombreux sports comme le cricket, la natation, le tennis, le cyclisme dans leur quartier. Nageuse en club dès son plus jeune âge, elle continue en parallèle à pratiquer le hockey, le netball et le rounders.
Julie commence sa carrière sportive en natation plus sérieusement à l'âge de 16 ans, en concourant pour le Royaume-Uni en tant que junior en 1991. Après avoir obtenu ses deux diplômes en 1997 à l'Université d'État de Louisiane aux États-Unis (LSU) où elle était boursière, elle commence à s'entraîner professionnellement pour le triathlon en 1998 à l'âge de 23 ans.

### Carrière en triathlon
Elle représente la Grande-Bretagne aux Jeux olympiques d'été de 2004 où elle prend la trentième place. Dès 2007, elle remporte la Xterra Royaume-Uni devant la Hongroise Eszter Erdelyi. L'année d'après, elle est victorieuse de l'Ironman 70.3 Suisse devant la locale Suisse Nicola Spirig et la Hongroise Erika Csomor.
Julie Dibens est triple championne du monde de Xterra (Cross triathlon) de 2007 à 2009. Elle est championne du monde d'Ironman 70.3 en 2009 à Clearwater en Floride, devant l'Américaine Mary Beth Ellis et la Canadienne Magali Tisseyre,.
Elle triomple sur trois autres Ironman 70.3, en 2010 à Boise et à Boulder et en 2011 à La Nouvelle-Orléans, cette fois devant la Néo-Zélandaise Samantha Warriner et la Néerlandaise Yvonne van Vlerken. Elle prend la première place sur l'Ironman Cœur d’Alene 2011 devant l'Américaine Caitlin Snow.

### Vie privée
En 2000, elle épouse Michael Dibens. Elle vit avec son mari à Boulder et est active en tant qu'entraîneuse.
Pendant ses études, elle a obtenu deux licences, une en kinésiologie et une en physiologie de l'exercice.

## Palmarès
Le tableau présente les résultats les plus significatifs (podium) obtenus sur le circuit national et international de triathlon depuis 2000,.
| Année | Compétition                                  | Pays                | Position           | Temps           |
| ----- | -------------------------------------------- | ------------------- | ------------------ | --------------- |
| 2014  | Ironman 70.3 Mont-Tremblant                  | Canada              | Médaille d'argent  | 4 h 20 min 53 s |
| 2011  | Ironman Cœur d’Alene                         | États-Unis          | Médaille d'or      | 9 h 16 min 40 s |
| 2011  | Abu Dhabi International Triathlon            | Émirats arabes unis | Médaille d'or      | 7 h 14 min 23 s |
| 2011  | Ironman 70.3 New Orleans                     | États-Unis          | Médaille d'or      | 3 h 40 min 15 s |
| 2010  | Ironman - Championnat du monde à Kailua-Kona | États-Unis          | Médaille de bronze | 9 h 10 min 4 s  |
| 2010  | Championnat du monde Xterra - Maui           | États-Unis          | Médaille d'argent  | 2 h 59 min 32 s |
| 2010  | Abu Dhabi International Triathlon            | Émirats arabes unis | Médaille d'or      | 7 h 8 min 25 s  |
| 2010  | Ironman 70.3 Boulder                         | États-Unis          | Médaille d'or      | 4 h 19 min 46 s |
| 2010  | Ironman 70.3 Boise                           | États-Unis          | Médaille d'or      | 4 h 25 min 14 s |
| 2009  | Championnat du monde Ironman 70.3            | États-Unis          | Médaille d'or      | 3 h 59 min 33 s |
| 2009  | Championnat du monde Xterra - Maui           | États-Unis          | Médaille d'or      | 2 h 56 min 42 s |
| 2009  | Ironman 70.3 UK                              | Royaume-Uni         | Médaille d'argent  | Timing          |
| 2009  | Ironman Louisville                           | États-Unis          | Médaille d'argent  | 9 h 51 min 53 s |
| 2008  | Championnat du monde Xterra - Maui           | États-Unis          | Médaille d'or      | 3 h 3 min 57 s  |
| 2008  | Ironman 70.3 UK                              | Royaume-Uni         | Médaille d'argent  | Timing          |
| 2008  | Ironman 70.3 Suisse                          | Suisse              | Médaille d'or      | 2 h 12 min 57 s |
| 2008  | Xterra Autriche                              | Autriche            | Médaille d'or      | 2 h 52 min 21 s |
| 2008  | Xterra UK                                    | Royaume-Uni         | Médaille d'or      | Timing          |
| 2007  | Championnat du monde Xterra - Maui           | États-Unis          | Médaille d'or      | 3 h 1 min 24 s  |
| 2007  | Championnat britannique                      | Royaume-Uni         | Médaille d'or      | Timing          |
| 2007  | Xterra UK                                    | Royaume-Uni         | Médaille d'or      | 2 h 38 min 19 s |
| 2000  | Championnat d'Europe                         | Pays-Bas            | Médaille de bronze | 2 h 8 min 54 s  |